# 小牧中部公民館

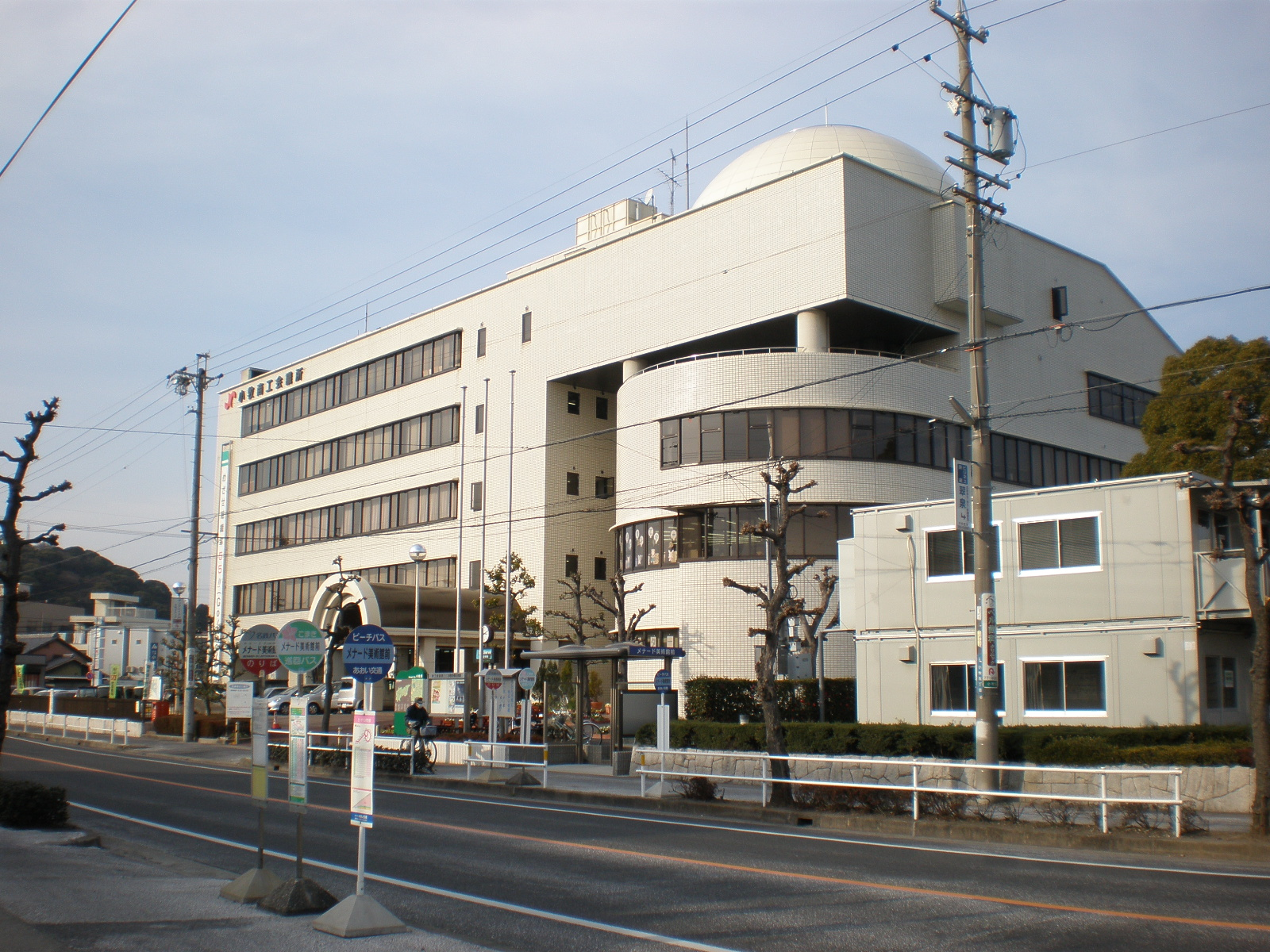
小牧中部公民館

小牧中部公民館（こまきちゅうぶこうみんかん、英称：Komaki Central Public  Hall）は、愛知県小牧市にある公民館。学習室や会議室があるほか、プラネタリウムや子育て支援センター、小牧商工会議所会館が併設されている。施設の管理運営者は（一財）こまき市民文化財団。

## 沿革
- 1982年3月30日 - 「小牧市文化福祉会館」として開館
- 1982年7月23日 - プラネタリウムがオープン
- 2002年7月2日 - 子育て支援センターがオープン

## 施設

### 小牧中部公民館
1階
- 中央管理室
- こまき市民文化財団の事務所。
- こまき新産業振興センター事務室

2階
- 小牧市立小規模保育園こすも

3階
- 会議室 - 全部で2部屋ある。
- 展示ホール
- 茶室
- 和室
- 学習室

4階
- 大会議室
- ロビー

5階
- プラネタリウム

### 小牧商工会議所会館
1階
- アクサ生命小牧営業所
- 展示ホール

2階
- 小牧商工会議所事務局
  - 中小企業相談所
- 小牧市職業支援室

3階
- 青年部・女性会議室
- 研修室 - 全部で2部屋ある。
- 役員懇談室
- 会議室

4階
- 研修室
- 大会議室 - 全部で2部屋ある。

5階
- 小牧ロータリークラブ事務局 - 小牧ロータリークラブの事務所。
- 小牧ライオンズクラブ事務局 - 小牧ライオンズクラブの事務所。
- 小牧中央ライオンズクラブ事務局 - 小牧中央ライオンズクラブの事務所。
- 社団法人小牧青年会議所事務局 - 社団法人小牧青年会議所の事務所。
- 公益社団法人小牧法人会事務局 - 公益社団法人小牧法人会の事務所。
- 小牧税務署管内青色申告会

## 利用者数
1年間に公民館の方は約4万1千人、プラネタリウムの方は約1万2千人の利用者があった（2006年度）。

## 所在地
愛知県小牧市小牧5丁目253番地

## 交通手段
- こまき巡回バスとピーチバス、名鉄バスの「メナード美術館前」停留所下車。